# Claudio Pafundi
Claudio A. Pafundi (* 31. Januar 1962) ist ein argentinischer Bogenschütze. Er nahm für Argentinien an den Olympischen Sommerspielen 1988 in Seoul teil.

## Karriere

### Olympische Sommerspiele
Claudio Pafundi gehörte im Jahr 1988 in Seoul bei den Olympischen Sommerspielen zum argentinischen Aufgebot im Bogenschießen. Er startete am 27. September 1988 im Hwarang Archery Field in der Qualifikation zur ersten Wettkampfrunde im Bogenschießen und absolvierte den olympischen Wettkampf mit einer Gesamtwertung von 1126 Punkten auf dem 75. Platz von 84 Teilnehmern. Mit diesem Ergebnis schied er vorzeitig in der Qualifikation aus dem Wettbewerb aus.